# 华品章
华品章（1902年—1937年12月），四川省西昌县人。他為抗日戰爭期間陣亡的中國軍方將領之一。

## 生平
毕业于黄埔军校第四期，曾参加北伐，后任国民革命军第八十八师二六二旅上校副旅长，1937年12月于南京保卫战中与旅长朱赤率残部一百余人杀伤大量日军后因弹尽全部殉国。追赠少将。2016年，四川省人民政府追认华品章为革命烈士。